# 佩列赫列斯尼
48°51′40″N 22°54′33″E / 48.86111°N 22.90917°E
佩列赫列斯尼（烏克蘭語：Перехресний），是烏克蘭西部的村莊，隸屬外喀爾巴阡州的穆卡切沃區。該村面積0.81平方公里，海拔高度581米，2001年人口360，人口密度每平方公里445.54人。